# Katla
De Katla (1450 m) is een van de grootste en actiefste vulkanen van IJsland. Hij ligt geheel verscholen onder de Mýrdalsjökull, een gletsjer in het zuiden van IJsland met een oppervlakte van ongeveer 595 km².
De caldera van Katla heeft een diameter van 10 kilometer en de vulkaan barst gemiddeld elke 40 – 80 jaar een keer uit. De laatste uitbarsting was in 1918 en geologen houden de vulkaan in de gaten voor tekenen van verhoogde activiteit. Sinds de kolonisatie van IJsland zijn er 16 erupties gedocumenteerd. De Laki kraters en de Eldgjá maken deel uit van hetzelfde vulkanische systeem.
Voordat de rondweg rond IJsland klaar was, durfden mensen nauwelijks het gebied rond de vulkaan te passeren of rivieren over te steken, omdat een plotselinge uitbarsting een gletsjerdoorbraak (IJslands: jökulhlaup) kan veroorzaken. Bij een gletsjerdoorbraak kunnen catastrofale vloedstromen vrijkomen die alles en iedereen op hun weg wegvagen. De Katla vertoont al geruime tijd tekenen van verhoogde activiteit.
Mogelijk werd een grote gletsjerdoorbraak in 2011 veroorzaakt door een kleine uitbarsting onder de gletsjer. Hierover is geen volledige wetenschappelijke consensus. Op 27 juli 2024 was er ook een grote gletsjerdoorbraak waarbij het vele smeltwater een deel van de Þjóðvegur 1 (autoroute 1) inclusief een brug over de rivier de Skálm wegspoelde.

## Legende over de naamgeving
Katla was de naam van een boosaardige werkneemster, een berucht persoon in de wijde omgeving. Ze was in het bezit van een speciale broek, die de eigenschap had dat iedereen die hem aan had eindeloos kon rennen zonder vermoeid te raken. Op een bepaalde dag in de herfst bemerkte Katla dat de herdersjongen Bardi de broek gestolen had om hem te helpen bij het bijeenzoeken van de loslopende schapen in de heuvels. Als straf verdronk Katla hem in een bak met wei. Toen de winter naderde, en de wei begon op te raken, hoorde Katla een stem die haar meedeelde dat Bardi weldra zou verschijnen. Toen Bardi’s geest inderdaad weer opdook, trok Katla haar speciale broek aan, rende de Myrdalsjökull op en wierp zich in een ijsspleet. Deze 5 kilometer lange kloof staat nog steeds bekend als Kötlugjá (Katla’s kloof). Zij is nooit weer gezien. Kort na haar verdwijning kwam de vulkaan onder de gletsjer tot uitbarsting, veroorzaakte daarbij een vloedstroom die over de laag gelegen gebieden kolkte en meerdere nederzettingen verwoestte en de spoelzandvlakte Mýrdalssandur achterliet. De vulkaan herinnert ons elke 80 jaar aan haar sinister verleden met een uitbarsting die meestal in de herfst plaatsvindt.